# Messeturm
Messeturm – wieżowiec w biznesowym centrum Frankfurtu nad Menem, w dzielnicy Westend-Süd. Zaprojektował go Helmut Jahn w stylu postmodernistycznym. Został zbudowany latach 1988 - 1990. Budynek ma 257 metrów wysokości i 63 piętra. We Frankfurcie popularnie nazywany jest ołówkiem (Bleistift).
Messeturm pozostawał najwyższym budynkiem w Europie do 1997, kiedy to ukończono budowę Commerzbank Tower (także we Frankfurcie nad Menem). 20 grudnia 2003 oba te wieżowce przewyższył Pałac Triumfu w Moskwie. Od momentu zakończenia budowy Varso Tower w Warszawie, w 2022, Messeturm jest trzecim do wysokości budynkiem w Unii Europejskiej.
Messeturm znajduje się niedaleko terenów targowych we Frankfurcie. Nazwa Messeturn onacza Wieżę Targową. jednak budynek nie jest wykorzystywany do wystaw targowych, ale jako budynek biurowy. Jest jednym z kilku budynków w Niemczech posiadającym własny kod pocztowy: 60308.
Kiedy Niemcy złożyły wniosek o wybór Frankfurtu na siedzibę Agencji Unii Europejskiej ds. Zwalczania Prania Pieniędzy (AMLA) w 2023 r., Messeturm był jedną z trzech opcji – obok Tower 185 – przedstawianych jako potencjalna lokalizacja dla nowej agencji.
Podczas budowy fundamentów budynku został ustanowiony światowy rekord najdłuższego ciągłego wylewania betonu - dziewięćdziesiąt ciężarówek wylewało beton przez 78 godzin do głębokiego na 6 m fundamentu. Powierzchnia parteru wynosi 1681 m2. W publicznym garażu znajduje się 900 miejsc parkingowych, budynek ma również połączenie z metrem.
Budynek pojawia się w grze video SimCity 4, pod nazwą Hogan Wallace i White Insurance, jako budynek Euro-Contemporary z 8. etapu gry. W SimCity 3000 istnieje budynek, który ma podobny wygląd do Messeturm.

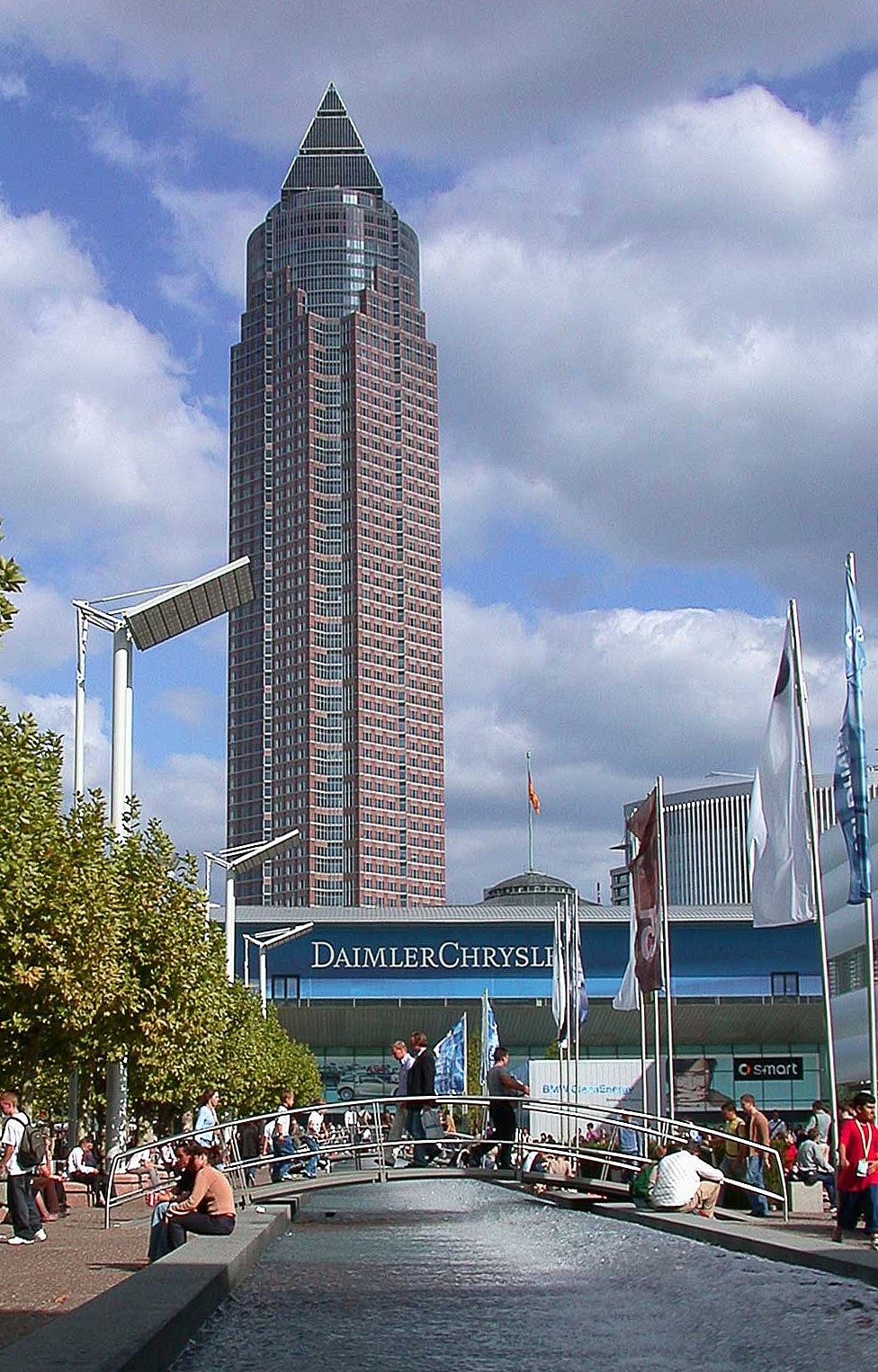
Messeturm